# 新羽町
新羽町（にっぱちょう）は、神奈川県横浜市港北区の町名。丁目の存在しない単独町名であり、2017年（平成29年）12月31日現在、住居表示は未実施。

## 地理
東端から南端にかけて鶴見川が流れる沖積平野であるが、西端は多摩丘陵にかかっている。港北ニュータウンの開発以前から住宅・工場などが進出してきていた。交通網としては、中央部を南北に横浜市営地下鉄ブルーラインと宮内新横浜線が通るほか、南北に神奈川県道13号横浜生田線、東西に神奈川県道・東京都道140号川崎町田線（緑産業道路）が通り、北西端を第三京浜道路が通過している。
新羽町は北端で新吉田町・新吉田東と、東端で鶴見川を挟んで大倉山と、南端で北新横浜や小机町と、西端で都筑区の川向町・大熊町・仲町台・新栄町と接する。

### 小字名
| - 長嶋 - 南上町 - 北上耕地 - 大竹耕地 - 中窪 - 堂面 | - 下堤外 - 北耕地 - 新田谷 - 間門谷 - 外野 |

## 歴史
史料に「新羽」の名が現れるものとして、鎌倉時代の正応3年（1290年）に、「武州新羽郷」の所領の相続をめぐり相論となったことが残っている。また、道興准后が当地に立ち寄ったことが、『廻国雑記』に残されている。
江戸時代の当地は都筑郡新羽村であり、天領や複数人の旗本領に分割されていた。村高は、『武蔵田園簿』で1095石あまり、『元禄郷帳』では1124石あまり、『天保郷帳』では1268石あまり、『旧高旧領取調帳』では1285石あまりというように推移していた。年貢以外に神奈川宿への助郷も負担していた。鶴見川の堤防をめぐり、周辺の村と騒動となることも何度かあった。
明治維新以降は新羽村などが合併して新田村が成立し、新羽はその大字となった。のちに横浜市へと合併され、港北区に属することとなり、新羽町が設置された。昭和38年から49年（1963年から74年）にかけて、当地の人口は急激に増加した。

### 地名の由来
由来にはいくつかの説がある。
- 「荷場（にば）」

船で鶴見川を遡上し材料を運び、荷物を降ろした場所。新羽郷杉山神社の碑文に「上古、根古屋の庄、荷場の郷と唄う」と刻まれている。
- 「北日葉」

北新羽地蔵堂の半鐘に1797年（寛政9年）に「北日葉」と刻印されている。
- 「新羽」

「新」は新しい開墾地に付けられた名前。「羽」は「山の端」を意味すると考えられており、鶴見川に鶴が舞っていたことにも由来するとの説もある。
「新羽」という文字が確認されている範囲で歴史上初めて登場したのは、1291年（正応3年）の鶴岡八幡社の古文書とされている。地頭の肥後三郎実村が遺領争いのことで奉行所に提訴した内容に「武蔵新羽郷」とある。

### 沿革
- 江戸期および郡区町村編制法までは、都筑郡新羽村だった。
- 1889年（明治22年）4月1日：町村制施行に伴い新羽村は吉田村および高田村と合併し、新田村大字新羽となる。
- 1939年（昭和14年）4月1日：周辺町村と共に横浜市に編入され、新設された港北区に属した[11]。この時、大字新羽の地域に新羽町が設置される[5]。
- 1954年（昭和29年）9月13日：土地改良事業に伴い、新羽町と新吉田町の境界を変更する[12]。
- 1966年（昭和41年）4月18日：東急バス新羽営業所が開設[5]。
- 1969年（昭和44年）3月8日：新羽町と新吉田町の境界を変更する[13]。
- 1975年（昭和50年）11月6日：土地区画整理事業に伴い、一部を新横浜三丁目に編入する[14]。
- 1978年（昭和53年）5月29日：一部を太尾町に編入[15]。
- 1982年（昭和57年）3月31日：土地改良事業に伴い、緑区大熊町との境界を変更する[16]。
- 1987年（昭和62年）5月6日：一部が緑区に編入（現在の都筑区仲町台一丁目、仲町台二丁目、仲町台三丁目、仲町台五丁目の各一部）[17]。
- 1988年（昭和63年）2月29日：住居表示の実施に伴い、一部を新栄町に編入[18]。
- 1989年（平成元年）2月27日：住居表示の実施に伴い、一部を勝田南一丁目、勝田南二丁目に編入[18]。
- 1994年（平成6年）11月6日：行政区の再編に伴い、一部を都筑区勝田町に編入[18]。
- 2005年（平成17年）1月31日：住居表示の実施に伴い、南部の一部から北新横浜一丁目、北新横浜二丁目を新設し、一部を太尾町に編入[19]。
- 2009年（平成21年）：住居表示の実施に伴い、一部を大倉山七丁目に編入し、太尾町の一部を新羽町に編入[19]。

## 世帯数と人口
2025年（令和7年）6月30日現在（横浜市発表）の世帯数と人口は以下の通りである。
| 町丁   | 世帯数    | 人口     |
| ------ | --------- | -------- |
| 新羽町 | 6,529世帯 | 12,272人 |

### 人口の変遷
国勢調査による人口の推移。
| 年                 | 人口   |
| ------------------ | ------ |
| 1995年（平成7年）  | 8,684  |
| 2000年（平成12年） | 10,566 |
| 2005年（平成17年） | 12,013 |
| 2010年（平成22年） | 12,203 |
| 2015年（平成27年） | 12,586 |
| 2020年（令和2年）  | 12,486 |

### 世帯数の変遷
国勢調査による世帯数の推移。
| 年                 | 世帯数 |
| ------------------ | ------ |
| 1995年（平成7年）  | 3,495  |
| 2000年（平成12年） | 4,365  |
| 2005年（平成17年） | 5,155  |
| 2010年（平成22年） | 5,347  |
| 2015年（平成27年） | 5,657  |
| 2020年（令和2年）  | 5,898  |

## 学区
市立小・中学校に通う場合、学区は以下の通りとなる（2024年11月時点）。
| 番・番地等 | 小学校               | 中学校             |
| --- | -------------------- | ------------------ |
| 3097番地 | 横浜市立新吉田小学校 | 横浜市立新田中学校 |
| 2023〜2181番地、2307〜2310番地 2314〜2315番地、2342〜2391番地 2400〜2408番地、2410〜2415番地 2420番地の8〜11、2421〜2431番地 2466〜2479番地、2483〜2484 2488〜2501番地、2503〜2575番地 2588〜2589番地、2602〜2628番地 2629番地（飛番地を除く）、2630〜2662番地 2663番地（飛番地を除く）、2664〜2677番地 3080〜3084番地 3458番地、3563番地、3720〜3996番地 4029〜4086番地、4138番地 4148〜4516番地、4583〜4593番地 4630番地、4631番地 | 横浜市立新田小学校   | 横浜市立新羽中学校 |
| 149〜181番地、284〜298番地 313〜317番地、331〜345番地 412番地、419〜433番地 469〜486番地、540〜583番地 596〜1123番地、1130番地 1132〜2022番地、2182〜2306番地 2311〜2313番地 2316〜2341番地、2392〜2399番地 2409番地、2416番地〜2420番地の7 2432〜2465番地、2480〜2482番地 2485〜2487番地、2502番地 2576〜2587番地、2590〜2601番地 2629番地（飛番地）、2663番地（飛番地） 2678〜2984番地 3019〜3020番地、3031〜3046番地 3050〜3079番地、3090〜3096番地 3098〜3457番地、3459〜3562番地 3564〜3719番地、3997〜4028番地 4087〜4137番地、4139〜4147番地 | 横浜市立新羽小学校   | 横浜市立新羽中学校 |

## 事業所
2021年（令和3年）現在の経済センサス調査による事業所数と従業員数は以下の通りである。
| 町丁   | 事業所数  | 従業員数 |
| ------ | --------- | -------- |
| 新羽町 | 889事業所 | 11,886人 |

### 事業者数の変遷
経済センサスによる事業所数の推移。
| 年                 | 事業者数 |
| ------------------ | -------- |
| 2016年（平成28年） | 887      |
| 2021年（令和3年）  | 889      |

### 従業員数の変遷
経済センサスによる従業員数の推移。
| 年                 | 従業員数 |
| ------------------ | -------- |
| 2016年（平成28年） | 11,405   |
| 2021年（令和3年）  | 11,886   |

## 交通

### 鉄道
横浜市営地下鉄ブルーラインが通り、新羽駅が設置されている。なお、北新横浜駅や新羽車両基地の所在地は北新横浜であるが、もとは新羽町の一部であった。

### 路線バス
域内に東急バス新羽営業所が設置されているほか、横浜市営バスも当地を通っている。

### 道路
ブルーラインと並行して宮内新横浜線が通るほか、神奈川県道13号横浜生田線と神奈川県道・東京都道140号川崎町田線が当地の「新羽十字路」で交差している。

## 施設

### 教育

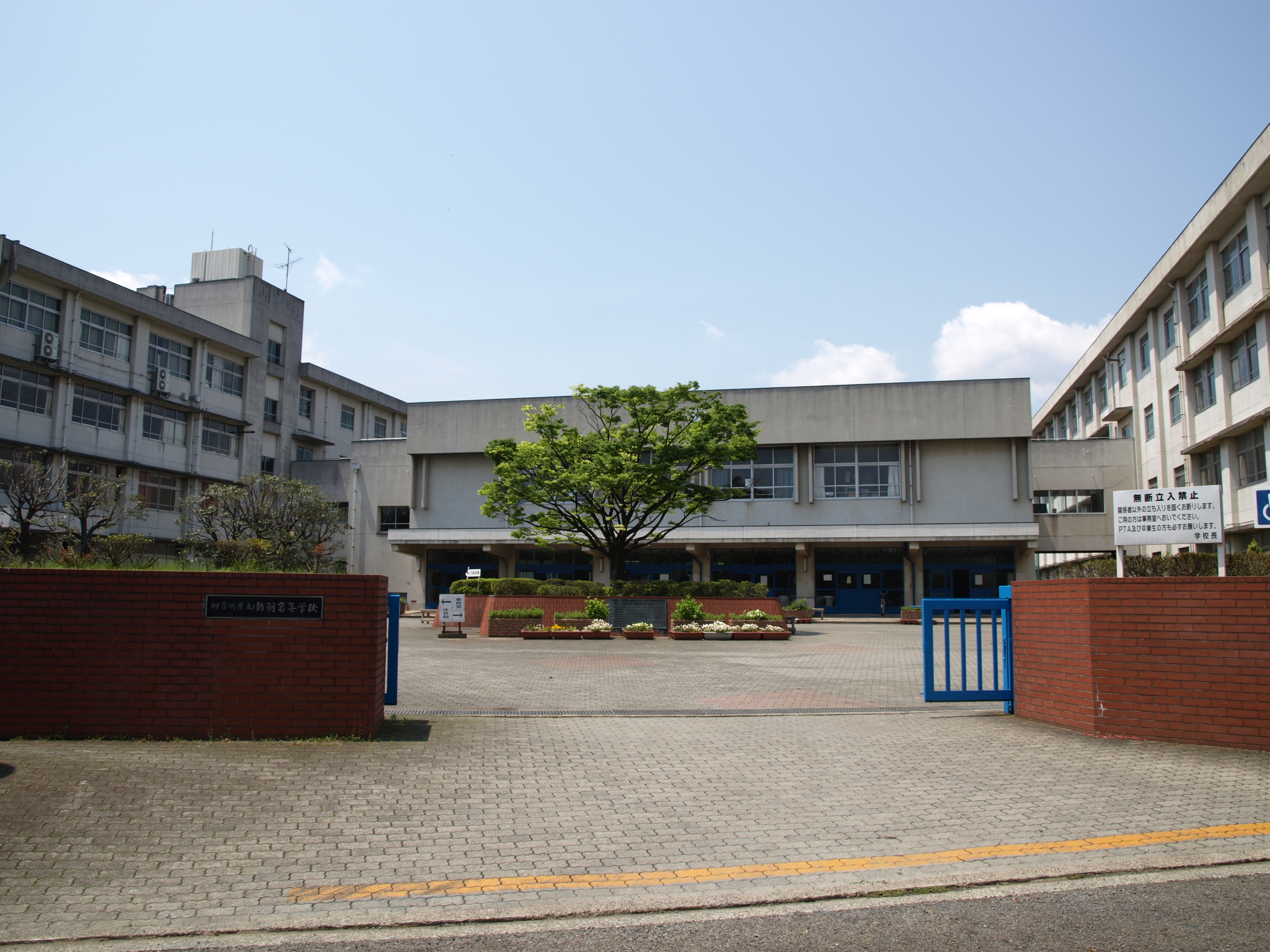
神奈川県立新羽高等学校

- 新羽幼稚園
- 横浜市立新羽小学校
- 横浜市立新羽中学校
- 神奈川県立新羽高等学校

### その他の施設
- 西方寺
- 杉山神社
- 株式会社アルプス物流本社

## その他

### 日本郵便
- 郵便番号 : 223-0057[3]（集配局：綱島郵便局[29]）

### 警察
町内の警察の管轄区域は以下の通りである。
| 番・番地等 | 警察署     | 交番・駐在所 |
| ---------- | ---------- | ------------ |
| 全域       | 港北警察署 | 新羽駅前交番 |